# Jerry Rullo
Generoso Charles "Jerry" Rullo (Filadelfia, Pensilvania; 23 de junio de 1923 - ibídem; 21 de octubre de 2016) fue un jugador y entrenador de baloncesto estadounidense que disputó cuatro temporadas entre la BAA y la NBA, además de jugar en la ABL y la EPBL. Con 1,78 metros de estatura, jugaba en la posición de base.

## Trayectoria deportiva

### Universidad
Jugó durante su etapa universitaria con los Owls de la Universidad de Temple, entre 1941 y 1947, interrumpida por su servicio militar en el Ejército de los Estados Unidos durante la Segunda Guerra Mundial. En la universidad, además de ser capitán del equipo de baloncesto, también lo era del de fútbol, y jugaba al béisbol.

### Profesional
Comenzó su andadura profesional en los Philadelphia Warriors de la recién creada BAA, algo que compaginaba con ser entrenador del equipo junior de su universidad. En esa primera temporada se proclamó campeón, tras derrotar en las finales a los Chicago Stags por 4-1. Rullo colaboró con 2,5 puntos por partido.
Al término de la temporada fue traspasado a Baltimore Bullets, donde únicamente disputó dos partidos en los que no anotó ni un solo punto. Tras ser despedido, fichó por los Philadelphia Sphas de la ABL, donde además realizó funciones de entrenador. Allí en su primera temporada promedió 10,0 puntos por partido.
Al año siguiente, con la temporada ya comenzada, fue reclamado de nuevo por los Warriors, con los que disputó una temporada en la que promedió 3,5 puntos por partido. Tras ser cortado después de disputar cuatro partidos de la temporada 1949-50 de la ya denominada NBA, regresó a la ABL, a los Trenton Tigers, donde jugó el resto de la campaña, promediando 6,2 puntos por partido. Acabó su carrera profesional jugando con los Sunbury Mercuries de la EPBL, con los que se proclamó campeón y fue elegido mejor jugador del campeonato. Siguió ligado al equipo durante nueve temporadas, ejerciendo la función de entrenador.

#### Estadísticas en la BAA y la NBA

##### Temporada regular
| Temporada | Edad | Equipo                | Liga  | P  | TIT | MIN | TC  | TCA | %TC  | 3P | 3PA | %3P | TL  | TLA | %TL   | R.OF. | R.DEF. | REB | ASIS | ROB | TAP | PER | FP  | PTS |
| 1946-47   | 23   | Philadelphia Warriors | BAA   | 50 |     |     | 1.0 | 3.5 | .299 |    |     |     | 0.5 | 0.9 | .489  |       |        |     | 0.4  |     |     |     | 1.2 | 2.5 |
| 1947-48   | 24   | Baltimore Bullets     | BAA   | 2  |     |     | 0.0 | 2.0 | .000 |    |     |     | 0.0 | 0.0 |       |       |        |     | 0.0  |     |     |     | 0.5 | 0.0 |
| 1948-49   | 25   | Philadelphia Warriors | BAA   | 39 |     |     | 1.4 | 4.7 | .290 |    |     |     | 0.8 | 1.2 | .689  |       |        |     | 1.2  |     |     |     | 1.8 | 3.5 |
| 1949-50   | 26   | Philadelphia Warriors | NBA   | 4  |     |     | 0.8 | 2.3 | .333 |    |     |     | 0.3 | 0.3 | 1.000 |       |        |     | 0.5  |     |     |     | 0.5 | 1.8 |
| Total     |      |                       | TOTAL | 95 |     |     | 1.1 | 3.9 | .292 |    |     |     | 0.6 | 1.0 | .591  |       |        |     | 0.7  |     |     |     | 1.4 | 2.9 |
|           |      |                       | BAA   | 91 |     |     | 1.2 | 4.0 | .291 |    |     |     | 0.6 | 1.0 | .587  |       |        |     | 0.7  |     |     |     | 1.5 | 2.9 |
|           |      |                       | NBA   | 4  |     |     | 0.8 | 2.3 | .333 |    |     |     | 0.3 | 0.3 | 1.000 |       |        |     | 0.5  |     |     |     | 0.5 | 1.8 |

##### Playoffs
| Temporada | Edad | Equipo                | Liga | P | TIT | MIN | TC  | TCA | %TC  | 3P | 3PA | %3P | TL  | TLA | %TL   | R.OF. | R.DEF. | REB | ASIS | ROB | TAP | PER | FP  | PTS |
| 1946-47   | 23   | Philadelphia Warriors | BAA  | 7 |     |     | 0.4 | 1.9 | .231 |    |     |     | 0.1 | 0.1 | 1.000 |       |        |     | 0.0  |     |     |     | 0.1 | 1.0 |
| 1948-49   | 25   | Philadelphia Warriors | BAA  | 2 |     |     | 1.0 | 4.0 | .250 |    |     |     | 1.0 | 1.0 | 1.000 |       |        |     | 0.5  |     |     |     | 4.5 | 3.0 |
| Total     |      |                       | BAA  | 9 |     |     | 0.6 | 2.3 | .238 |    |     |     | 0.3 | 0.3 | 1.000 |       |        |     | 0.1  |     |     |     | 1.1 | 1.4 |